# Conclave de 1621
Le conclave de 1621 se déroule à Rome, du 8 février au 9 février 1621, juste après la mort du pape Paul V et aboutit à l'élection du cardinal Alessandro Ludovisi qui devient le pape Grégoire XV.

## Source
- (en) Cet article est partiellement ou en totalité issu de l’article de Wikipédia en anglais intitulé « Papal conclave, 1621 » (voir la liste des auteurs).